# Allemands de Pologne
Les Allemands de Pologne (en allemand : Deutsche Minderheit in Polen, en polonais : Mniejszość niemiecka w Polsce) constituent une minorité nationale significative parmi les citoyens de la République de Pologne, dont l'effectif est difficile à évaluer.

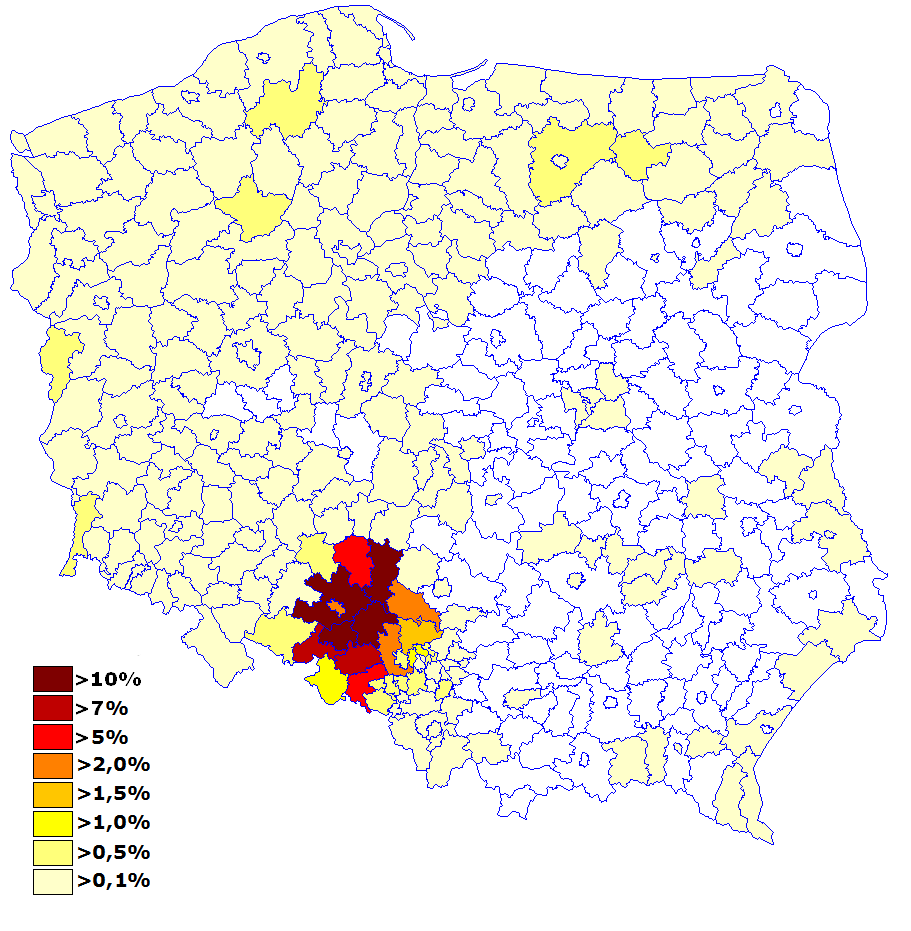
Proportion d'Allemands par commune polonaise en 2021.

Les estimations concernant la minorité allemande en Pologne sont très variables : de 300 000 à 400 000 d'après les chercheurs polonais et de 400 000 à 800 000 selon les organisations de la minorité allemande. Certaines organisations d’expatriés allemands en République fédérale d'Allemagne avancent jusqu’à 1 100 000 personnes. Cependant, dans la mesure où la transmission de la langue a sauté une génération, il semble que seulement 6 à 30 % d’entre eux soient capables de parler l’allemand couramment. Aussi, on évalue officiellement cette minorité germanophone (le plus souvent bilingue) à environ 150 000 individus.
La minorité allemande en Pologne habite surtout dans les régions de Silésie et de Varmie-Mazurie. On retrouve une présence résiduelle moins importante dans certaines communes de Poméranie et de Basse-Silésie. La langue allemande est utilisée essentiellement dans la voïvodie d'Opole (Oppeln), où la grande majorité de la communauté réside.
Le principal facteur qui unit la minorité allemande en Pologne semble être la vie institutionnelle. Les Allemands de Pologne contribuent à la vie politique du pays. Ils sont représentés au sein du Sejm (parlement polonais). En 1993, la liste de la Minorité allemande occupait quatre sièges (0,8 % des électeurs) et en 1997, 2001, 2005 deux sièges (0,4 % des électeurs). Conformément à la loi électorale polonaise en vigueur, la minorité allemande est exemptée du seuil électoral de 5 %.
Bien qu’elle ne soit pas utilisée de façon générale dans la vie de tous les jours, la langue allemande joue un rôle important dans la préservation et le développement de l’identité allemande. La culture populaire régionale tient une place bien plus significative, notamment en Silésie. Contrairement aux autres groupes linguistiques minoritaires en Pologne, les Allemands de Pologne ne font plus usage de leur langue, étant donné que pratiquement tous les dialectes allemands sont tombés en désuétude après la Seconde Guerre mondiale. Néanmoins, des liens étroits persistent entre les familles et les organisations de la République fédérale d'Allemagne, qui contribuent largement à conserver et renforcer l'identité ethnique au sein du groupe. En Pologne, 325 écoles enseignent en langue allemande à plus de 37 000 étudiants. La plupart des Allemands en Pologne déclarent appartenir à la religion catholique, comme la majorité des Polonais de souche. Un certain nombre de journaux et magazines sont publiés en Pologne en allemand.

## Histoire

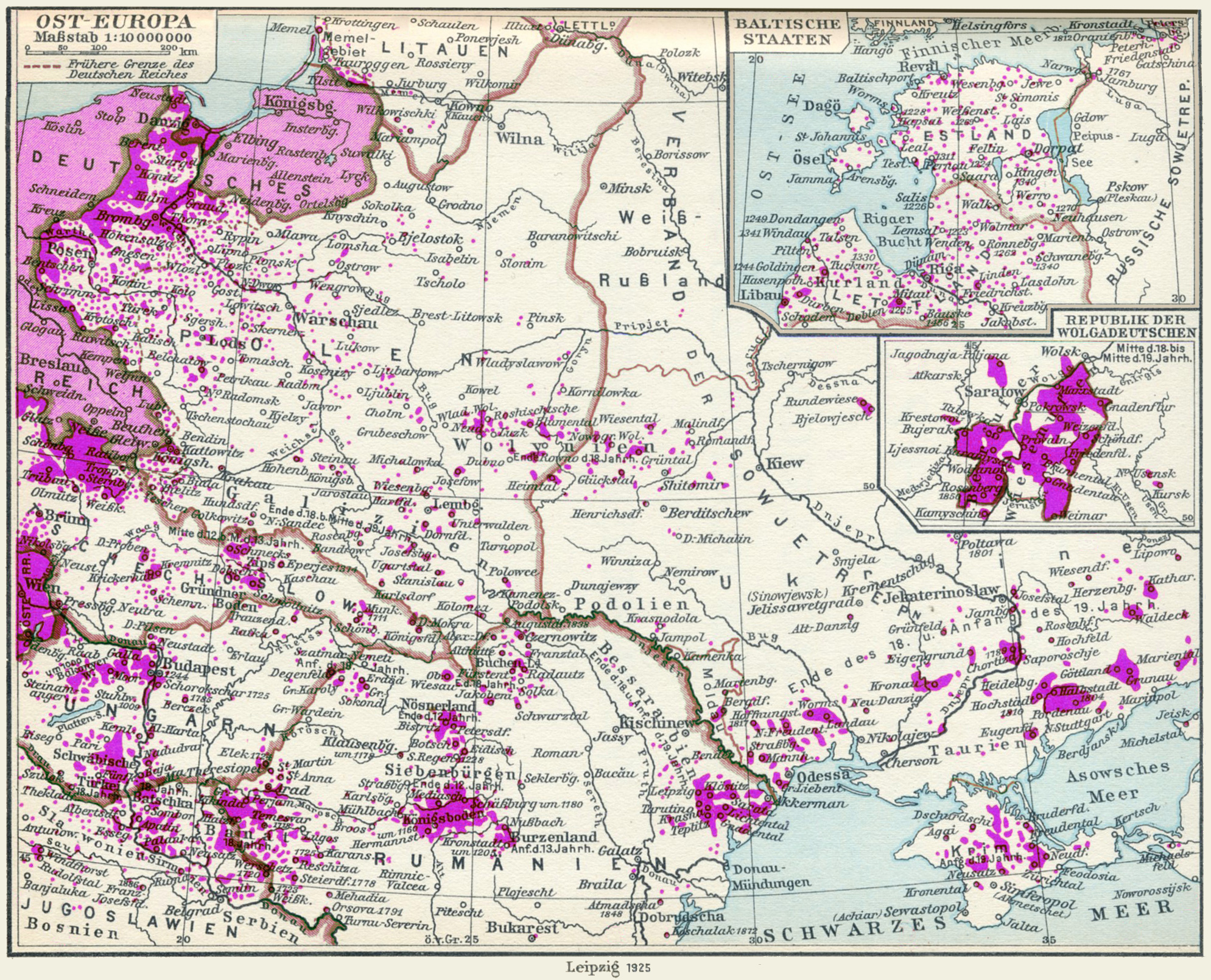
Les minorités allemandes en Europe orientale en 1925.

Entre 1939 et 1945, une minorité des Allemands de Pologne refuse de prêter allégeance au régime nazi : certains participent à la résistance polonaise et beaucoup, ayant honte des crimes commis par l'Allemagne nazie, se déclarent citoyens polonais en 1945. On ignore leur effectif. De nos jours, leurs descendants refusent de se considérer ou déclarer Allemands, pour le plus grand nombre, et un faible nombre parle allemand. Généralement, ils se reconnaissent à leur nom de famille, à consonance germanique.
La majeure partie des Allemands en sont expulsés après la défaite du Troisième Reich, mais certains restent.
À la fin de Seconde Guerre mondiale, des territoires du Reich, le sud de la Prusse-Orientale, la Basse-Silésie, la Haute-Silésie, la Nouvelle Marche (Brandebourg oriental) et la plus grande partie de la Poméranie sont rattachés à la Pologne.
Depuis le début des années 1990, des organisations allemandes revendiquent l’introduction d’un bilinguisme officiel dans les régions peuplées par des communautés allemandes[réf. nécessaire].
Récemment, certains Allemands parviennent à récupérer des terrains et des propriétés confisqués à leurs ancêtres[réf. nécessaire].

## Statistiques
Une grande partie de ces minorités vit en Silésie, plus particulièrement dans la voïvodie d'Opole où on comptabilise 104 399 Allemands, c'est-à-dire approximativement 69,9 % de tous les Allemands de Pologne et environ 10 % de la population de cette voïvodie et en voïvodie de Silésie qui compte 31 882 Allemands c'est-à-dire approximativement 20,8 % des Allemands de Pologne. Dans les autres voïvodies, la part des Allemands dans la population se situe entre 0,632 et 0,007 %.
| Régions                           | Population | Allemands | % d'Allemands |
| --------------------------------- | ---------- | --------- | ------------- |
| Pologne                           | 38 557 984 | 147 094   | 0,381         |
| Voïvodie d'Opole                  | 1 055 667  | 104 399   | 9,889         |
| Voïvodie de Silésie               | 4 830 000  | 30 531    | 0,632         |
| Voïvodie de Varmie-Mazurie        | 1 428 552  | 4 311     | 0,302         |
| Voïvodie de Poméranie             | 2 192 000  | 2 016     | 0,092         |
| Voïvodie de Basse-Silésie         | 2 898 000  | 1 792     | 0,062         |
| Voïvodie de Poméranie occidentale | 1 694 865  | 1 014     | 0,060         |
| Voïvodie de Grande-Pologne        | 3 365 283  | 820       | 0,024         |
| Voïvodie de Cujavie-Poméranie     | 2 068 142  | 636       | 0,031         |
| Voïvodie de Lubusz                | 1009005    | 513       | 0,051         |
| Voïvodie de Mazovie               | 5 136 000  | 351       | 0,007         |
| Voïvodie de Łódź                  | 2 597 000  | 263       | 0,010         |

## Médias allemands en Pologne

### Radios
Des émissions de radio en langue allemande sont diffusées :
- Radio Opole, le lundi, le mercredi et le jeudi à 17 h 40 sur 103.2 FM
- Radio Katowice, une heure de programmes en allemand par semaine
- Radio Plus, sur 105.7 FM le dimanche à 17 h 00 et le samedi à 8 h 20
- Radio Vanessa, sur 100.3 FM le dimanche à 17 h 00 et le mercredi à 17 h 25
- Radio Park, sur 93.9 FM le dimanche à 14 h 00
- Radio Polonia (programme en allemand une demi-heure par jour)

On peut capter Radio Opole et les programmes régionaux de Radio Plus dans toute la région d’Opole (Oppeln) et Radio Katowice partout en Silésie. La station privée Radio Vanessa peut être écoutée à Racibórz (Ratibor) et dans ses environs.

### Télévision
La télévision publique d’Opole diffuse régulièrement en allemand.

### Journaux
Plusieurs journaux sont publiés en allemand en Pologne, destinés soit aux résidents, soit aux germanophones de passage dont :
- Schlesisches Wochenblatt, hebdomadaire tiré à environ 6 500 exemplaires[1] ;
- Unser Oberschlesien, bimensuel ;
- Informations-und Kulturbulletin, mensuel de la région de Ratibor[2]
- Masurische Storchenpost, mensuel régional créé en 1990 et tiré à 500 exemplaires ;
- Hoffnung, magazine mensuel publié par Deutsche Gemeinschaft à Katowice[3] ;
- Polen-Rundschau, mensuel créé en 2004[4] ;
- Mitteilungsblatt[5] ;
- Wirtschaftsnachrichten ;
- DHI Bulletin, bi-annuel ;
- Polen am Morgen, publié depuis 1998.

### Sources
- (pl) Marek Zybura, Niemcy w Polsce, Wrocław, Wydawnictwo Dolnośląskie, 2004  (ISBN 83-7384-171-7).
- (en) Alastair Rabagliati, A Minority Vote. Participation of the German and Belarusian Minorities within the Polish Political System 1989-1999, Cracovie, Zaklad Wydawnictwo Nomos, 2001  (ISBN 83-88508-18-0)